# Aristide Coscia
Aristide Coscia (né le 15 mars 1918 à Alexandrie dans le Piémont et mort le 28 février 1979 dans la même ville) est un joueur (qui évoluait au poste de milieu de terrain), entraîneur, et dirigeant de football italien.

## Biographie
Il fait ses débuts en Serie A lors de la saison 1936-1937 avec six matchs joués pour l'Alessandria (club de sa ville natale), son club formateur, mauvaise saison pour les grigi qui se voient rétrogradés en Serie B.
En Serie B 1937-1938, Coscia s'impose en titulaire en tant que milieu offensif, et inscrit dix buts en 32 matchs, son club ratant de peu la remontée en Serie A. Coscia rejoint alors la Roma qui désirait se renforcer au milieu de terrain après le départ des giallorossi de Fulvio Bernardini et d'Attilio Ferraris.
Coscia s'impose tout de suite en tant que titulaire dans le milieu romain (neuf buts au cours de la saison 1940-41). Atteignant la finale de la Coppa Italia 1941, perdue contre Venise, il remporte ensuite le premier scudetto du club lors de la saison 1941-42.
Après l'interruption du championnat à cause de la Seconde Guerre mondiale, il participe au Campionato Alta Italia 1944 avec l'Ambrosiana-Inter. À la suite de cela, il rejoint la Juventus lors du Campionato 1945-46 (avec qui il dispute son premier match le 14 octobre 1945 lors d'une victoire 2-0 contre le Torino), terminant à la seconde place, avant de retourner à l'Alessandria à l'été 1946.
Avec l'Alessandria, il dispute deux bonnes saisons, et inscrit son record personnel (en 1947-1948) de dix buts en Serie A (dont cinq sur penalty), insuffisant pour éviter à nouveau la rétrogradation en Serie B. Pour pourvoir rester en Serie A, il rejoint alors la Sampdoria.
Sous les rênes de l'entraîneur Adolfo Baloncieri, Coscia passe de milieu offensif à défensif (n'inscrivant désormais pas plus de trois buts par saison). Il reste titulaire trois ans, finissant 5e lors de la saison 1948-49, avant l'arrivée de Guglielmo Oppezzo qui lui prend sa place. Il dispute en blucerchiato les huit dernières saisons de sa carrière jusqu'en 1953-54, avant d'ensuite entreprendre une nouvelle carrière d'entraîneur, avec son ancien club de l'Alessandria.
Il totalise en tout 370 matchs et 51 buts en Serie A, ce qui le place parmi les cent joueurs avec le plus de matchs joués en Serie A.

## Palmarès
| Roma - Championnat d'Italie (1) : - Vainqueur : 1941-1942. - Coupe d'Italie : - Finaliste : 1940-1941. |  | Juventus - Championnat d'Italie : - Vice-champion : 1945-46. |